# 佩鲁瓦
佩鲁瓦（法語：Perroy，法語發音：[pɛʁwa] ⓘ）是瑞士联邦西部法语区的沃州的一个市镇。在行政上属于尼永区管辖。佩鲁瓦的总面积为2.90平方公里。截至2010年底，总人口为1,316。

## 地理
佩鲁瓦位于莱芒湖北岸，是尼永区最东面的一个镇。